# NGC 343
NGC 343 (również PGC 133741) – galaktyka spiralna (S), znajdująca się w gwiazdozbiorze Wieloryba. Odkrył ją Frank Muller w 1886 roku, jednak identyfikacja tej galaktyki nie jest pewna ze względu na niedokładność podanej przez niego pozycji. Tuż obok NGC 343 widoczna jest galaktyka PGC 198261, stanowiąca najprawdopodobniej obiekt NGC 344; galaktyki te oddziałują ze sobą grawitacyjnie.